# Shāhganj
Shāhganj är en ort i Indien.   Den ligger i distriktet Jaunpur och delstaten Uttar Pradesh, i den centrala delen av landet, 600 km sydost om huvudstaden New Delhi. Shāhganj ligger 91 meter över havet och antalet invånare är 26 510.
Terrängen runt Shāhganj är mycket platt. Runt Shāhganj är det tätbefolkat, med 530 invånare per kvadratkilometer. Shāhganj är det största samhället i trakten. Trakten runt Shāhganj består till största delen av jordbruksmark.